# Златка-дицерка бронзовая
Златка-дицерка бронзовая (лат. Dicerca aenea) — палеарктический вид жесткокрылых насекомых из семейства златок. Длина тела имаго (взрослого насекомого) 19—24 мм. Личинки развиваются внутри стволов ольхи, белой ивы, козьей ивы, грецкого ореха, осины, осокоря, тополя белого, робинии псевдоакации, лесной яблони.